# Radim Hladík
Radim Hladík (13. prosince 1946 Praha – 4. prosince 2016 Praha) byl český rockový kytarista, skladatel, producent a pedagog.

## Život
Jako dítě se učil hrát na klavír. Dva roky navštěvoval Pražskou konzervatoř, kde studoval hru na kytaru.
V patnácti letech hrál na kytaru ve skupině Komety. Od roku 1964 vystupoval profesionálně v klubu Olympik. Byl členem beatové skupiny The Matadors. Od druhé poloviny 60. let 20. století je považován za jednoho z nejlepších českých kytaristů. Byl oceněn jako nejlepší kytarista a beatová osobnost rocku. Publikum udivoval různými jevištními triky (hraní s kytarou za krkem) a technickými vymoženostmi (jako první v Československu používal booster, zpětnou vazbu nebo kvákadlo).
V roce 1968 stál u vzniku skupiny Blue Effect. Poté, co skupinu opustil Vladimír Mišík, se stal vůdčí osobností skupiny. Od samého počátku se Radim Hladík prosazoval jako výrazný autor.
Radim Hladík se prosazoval i v jiných žánrech. Za zmínku určitě stojí jeho spolupráce se slovenskou hudební scénou (Marián Varga, Pavol Hammel nebo Fedor Frešo). V roce 1979 nahrál společně s bubeníkem Vlado Čechem skladbu klávesisty a zpěváka Blue Effectu Leška Semelky „Šaty z šátků“, která se stala vítěznou písní Bratislavské lyry.
V 80. letech spolupracoval se zpěvákem a kytaristou Oldřichem Kellnerem a klávesistou Lubošem Mandou.
Radim Hladík se věnoval i folkové hudbě. Byla to zejména společná vystoupení s Jaroslavem Hutkou, kterého doprovázel na klasickou španělskou kytaru. Spolupracoval též s Dagmar Andrtovou-Voňkovou.
Poslední koncert s Blue Effectem odehrál na Střeleckém ostrově 13. září 2016 a následně vystupování přerušil. Od srpna téhož roku byl v registru pro transplantaci plic v důsledku zhoršující se idiopatické plicní fibrózy, jíž trpěl několik let. Na následky nemoci zemřel 4. prosince 2016 ve věku 69 let.
Jeho manželkou byla Zlata Hladíková.

## Diskografie (výběr)
- The Matadors (Supraphon 1968, Supraphon/Artia 1968)
- Meditace (se skupinou Blue Effect, Supraphon 1970)
- Coniunctio (s Jiřím Stivínem a skupinami Blue Effect a Jazz Q Praha, Supraphon 1970, Supraphon/Artia 1970)
- Kingdom of Life (anglická verze alba Meditace, Supraphon 1971)
- Nová syntéza (s Modrým efektem a JOČRem, Panton a Panton/Artia 1971)
- Zelená pošta (s Pavlem Hammelem a Mariánem Vargou, Opus 1972)
- Konstelace Josefa Vobruby a Václav Týfa (Supraphon 1974)
- Nová syntéza 2 (s M. efektem a JOČRem, Panton 1974)
- Stůj břízo zelená (s Jaroslavem Hutkou, Supraphon 1974)
- A Benefit Of Radim Hladík (exportní verze LP Modrý efekt a Radim Hladík, Supraphon/Artia 1974)
- Modrý efekt & Radim Hladík (Supraphon 1975)
- Vandrovali hudci (s Jaroslavem Hutkou, Supraphon 1976)
- Na druhom programe sna (s Pavlem Hammelem a Mariánem Vargou, Opus 1977)
- Svitanie (s M. Efektem, Opus 1977)
- Svět hledačů (s M. efektem, Panton 1979)
- 33 (s M. efektem, Supraphon 1981)
- Pánbu na poli (s Jaroslavem Hutkou, Reflex Records 1991)
- Comeback aneb Legendy českého rocku se vracejí (live kompilace, Paseka 1991)
- Czech Masters Of Rock Guitars (snímek Čajovna, kompilace BestI.A. 1992)
- Labutie piesne (s Pavlem Hammelem a Mariánem Vargou, Monitor 1993)
- Voliéra (s Dagmar Andrtovou-Voňkovou, Indies 1997)
- Modrý efekt & Radim Hladík (kompilace, Sony Music/Bonton 2000)
- Howgh (pod hlavičkou Pavel Foltán Band & Radim Hladík, Popron Music 2003).
- Beatová síň slávy (sampler 2 CD skupiny Blue Effect, Supraphon 2004)
- Lidové balady ze sbírky Františka Sušila (s Jaroslavem Hutkou, Levné Knihy KMA 2004)
- Déjá vu (live) (s Pavolem Hammelem, Indies 2007)
- Má hra 1969–2018 (4CD, Supraphon 2018)